# Колдунов Олександр Іванович
Олександр Іванович Колдунов (нар. 20 вересня 1923 — пом. 7 червня 1992) — радянський військовий та державний діяч, Головний маршал авіації (1984), двічі Герой Радянського Союзу (1944, 1948). У роки німецько-радянської війни був командиром авіаескадрильї 866-го винищувального авіаційного полку (288-а винищувальна авіаційна дивізія, 17-а повітряна армія, 3-й Український фронт) та фактично одним з найкращих радянських асів-винищувачів. Кандидат у члени ЦК КПРС у 1971—1976 роках. Член ЦК КПРС у 1981—1990 роках. Депутат Верховної ради СРСР 9—11-го скликань.

## Біографія
Народився 20 вересня 1923 року в селі Мощіново Монастирщінской волості Смоленського повіту Смоленської губернії (нині Монастирщинський район, Смоленська область). Росіянин. З 1931 року жив у Москві, а після 1934 року — у селі Кудіново (Ногінський район Московської області). У 1940 році закінчив 9 класів школи і Реутовський аероклуб. Працював токарем по металу на заводі № 20 в Москві.
В радянській армії з лютого 1941 року. У березні 1943 року закінчив Качинську військову авіаційну школу льотчиків. У березні-травні 1943 року — льотчик 8-го запасного авіаційного полку.
На фронтах німецько-радянської війни із травня 1943 року. Службу на фронті почав льотчиком 594-го штурмового авіаційного полку, проте до осені 1943 року швидко пройде буде підвищений аж до командира ескадрильї. Воював на Південно-Західному який з жовтня 1943 року був перейменований на 3-й Український фронт. Брав участь у Курській битві, Донбаській, Запорізькій, Нікопольсько-Криворізькій, Одеській, Яссько-Кишинівській, Белградській, Будапештській та Віденській операціях. У вересні 1943 року був легко поранений в повітряному бою осколком в поперек.
За мужність і героїзм, проявлені в боях, Указом Президії Верховної Ради СРСР від 2 серпня 1944 капітану Колдунову Олександру Івановичу присвоєно звання Героя Радянського Союзу з врученням ордена Леніна.
За час війни здійснив 412 бойових вильотів на винищувачах Як-7Б, Як-9 і Як-3, в 96 повітряних боях збив особисто 46 і у складі групи 1 літак супротивника.
Указом Президії Верховної Ради СРСР від 23 лютого 1948 майор Колдунов Олександр Іванович нагороджений другою медаллю «Золота Зірка».
Після війни до березня 1946 продовжував командувати авіаескадрилью винищувального авіаполку (у Південній групі військ).
У 1952 році закінчив Військово-повітряну академію (Моніно). Служив командиром винищувального авіаполку (у Північно-Кавказькому військовому окрузі), в 1955—1958 роках — командиром винищувальної авіадивізії (в ППО м.Куйбишева). У 1960 році закінчив Військову академію Генштабу.
З липня 1960 року — заступник командувача, із січня 1962 по серпень 1965 року — командувач авіацією Бакинського округу ППО. У 1965—1968 роках — 1-й заступник командувача військами Бакинського округу ППО. З липня 1968 по листопад 1970 року — командувач 11-ї окремої армії ППО.
З листопада 1970 по грудень 1975 року — командувач військами Московського округу ППО.
З грудня 1975 року — 1-й заступник головнокомандуючого, а з липня 1978 р. по червень 1987 р. — головнокомандувач військами ППО країни — заступник міністра оборони СРСР. У 1978—1987 роках одночасно командувач військами ППО — заступник головнокомандувача Об'єднаними збройними силами держав-учасників Варшавського договору.
З травня 1987 Головний маршал авіації О. І. Колдунов відсторонений із займаних посад у зв'язку із скандальним приземленням у Москві на Красній площі легкого літака Cessna 172, що був пілотований молодим німецьким льотчиком Матіасом Рустом.
З серпня 1987 року — на посаді генерального інспектора Групи генеральних інспекторів Міністерства оборони СРСР. З січня 1992 Головний маршал авіації О. І. Колдунов — у відставці. Жив у Москві, помер 7 червня 1992 року. Похований на Новодівичому кладовищі.

## Вшанування пам'яті
Бронзовий бюст О. І. Колдунова встановлений в селі Мощіново. У Хабаровську на будинку, у якому він жив, встановлена меморіальна дошка. Його ім'ям названі вулиця в місті Балашиха Московської області, а також школи в місті Електроуглі та селищі Монастирщіна (Смоленська область).